# Ulosyneda insperata
Ulosyneda insperata är en fjärilsart som beskrevs av Augustus Radcliffe Grote 1882. Ulosyneda insperata ingår i släktet Ulosyneda och familjen nattflyn. Inga underarter finns listade i Catalogue of Life.